# Spisak lanaca supermarketa u Hrvatskoj
U Hrvatskoj posluju sledeći trgovački lanci:
| Supermarket | Slika | Godina osnivanja/ulaska na tržiste Hrvatske | Sedište kompanije/ vlasništvo                               | Broj filijala      | Ostali podaci |
| ----------- | ----- | ------------------------------------------- | ----------------------------------------------------------- | ------------------ | --- |
| Konzum      |       | 1957.                                       | Zagreb/Konzum d.o.o.                                        | 700+               | Osim klasičnih Konzum filijala, koje su najmanji supermarketi ovog trgovačkog lanca, kupcima su na raspolaganju i Konzum Maxi filijale srednje veličine odnosno Super Konzum filijale koje su hipermarketi. U Srbiji Konzum posluje pod nazivom IDEA. |
| CBA         |       | 1992./2001.                                 | Budimpešta                                                  |                    | |
| Lidl        |       | 1973./2006.                                 | Nekarsulm (odnosno Zagreb za Hrvatsku/Lidl d.o.o.           | 80 (juli 2012.)    | jedan od najvećih discount supermarketa u Evropi gde se po povoljnim cenama može naći nešto skormniji asortiman proizvoda. |
| Merkator    |       | 1949./2000.                                 | Ljubljana (odnosno Sesvete za Hrvatsku)/ Mercator-H d.o.o.  | 22                 | |
| Billa       |       | 1953./1999.                                 | Viner Nojdorf (za Hrvatsku Zagreb/REWE International AG     | 57                 | |
| Špar ( )    |       | 1932./2001.                                 | Amsterdam (odnosno za Hrvatsku Zagreb)/SPAR HRVATSKA d.o.o. | 22                 | |
| METRO       |       | 1964./2001.                                 | Diseldorf/ Metro AG                                         | 8                  | Za razliku od ostalih maloprodajnih trgovčkih lanaca Metro je namenjen pre svega profesionalnim kupcima a ne krajnjem potrošaču. Za kupovinu je potrebna članska kartica metro kluba koju mogu da dobiju isključivo preduzetnici i pravna lica.       |
| Plodine     |       | 1993.                                       | Rijeka/ Plodine d.d.                                        | 71                 | |
| Kaufland    |       | 1984./2001.                                 | Nekarsulm/ (odnosno )                                       | 28(decembar 2012.) | Kaufland je jedan od vodećih discount lanaca supermarketa u Evropi koji pored prehrambenih proizvoda kupcima nudi i različite proizvode za opremanje domaćinstva, elektrouređaje, tekstil i sezonske proizvode.                                       |
| Getro       |       | 1989.                                       | Sesvete, Zagreb/ Mercator-H, d.o.o.                         | 39                 | |
| Tommy       |       | 1992.                                       | Split/ Tommy d.o.o.                                         | 142                | |

Skoriji ulazak na tržište Hrvatske planiraju sledeći trgovački lanci:
| Supermarket    | Slika | Godina osnivanja | Sedište kompanije/ vlasništvo    | Planiran ulazak na tržiste Hrvatske | Ostali podaci |
| -------------- | ----- | ---------------- | -------------------------------- | ----------------------------------- | ------------- |
| Tesko (engl. ) |       | 1919.            | Česant ( Ujedinjeno Kraljevstvo) | 2013.(?)                            |               |

## Spoljašnje veze
- Архивирано на веб-сајту  (13. фебруар 2005)
- Архивирано на веб-сајту  (23. август 2007)